# Brooks (Minnesota)
Pour les articles homonymes, voir Brooks.
Brooks est une ville américaine située dans le Comté de Red Lake, dans le Minnesota. Selon le recensement de 2010, sa population est de 141 habitants.

## Géographie
Selon le Bureau du recensement des États-Unis, la ville a une superficie totale de 1,17 miles carrés (3,03 km2), entièrement terrestre.
La US Highway 59 et la Minnesota Highway 92 sont deux des principales routes de la localité.

## Histoire
Brooks a été créée en 1904 en commençant par la gare de la Soo Line Railroad. En 1926, Brooks possédait deux magasins généraux, une épicerie, une banque, une quincaillerie, une boucherie, une forge, une grange de livrée, deux saloons, une salle communautaire et un hôtel pour accueillir les voyageurs. Brooks était avant tout une ville de service pour les cantons agricoles environnants, et une crémerie fut établie à mesure que l'activité laitière locale se développait dans les fermes voisines. Après l'invention de l'écrémeuse, les fermes familiales des cantons voisins des comtés de Polk et de Red Lake sont passées d'une agriculture de subsistance à une économie de marché.